# Pag
Pag (latinsko Pagus, italijansko Pago) je eden večjih in bolj poseljenih hrvaških otokov. Leži v severnem Jadranu južno od Raba in vzhodno od Oliba ter Silbe. S površino 284 km2 je peti največji, hkrati pa je najbolj razčlenjen otok na Hrvaškem, zaradi česar ima tudi najdaljšo obalo med vsemi jadranskimi otoki (302,5 km). Na jugu ga s celino v bližini naselja Rtina povezuje Paški most, na severu pa trajektna linija Prizna–Žigljen.
Upravnoteritorialno je otok razdeljen na dvoje, tako da mesto Pag spada pod Zadrsko županijo, mesto Novalja pa v Liško-senjsko županijo.

## Geografija
Pag je s površino 284,6 km² po velikosti peti največji hrvaški otok. Je dolg in ozek otok, ki se razprostira ob Velebitskem kanalu vzporedno s celinsko obalo. Jugozahodna obala otoka je nizka, severovzhodna pa strma in visoka. Na severovzhodni obali sta Paški zaliv, na koncu katerega leži zaliv Caska, in zaliv Stara Novalja. Največji del otoka je kamnit, manjše površine prekriva makija. Podnebje je mediteransko. Stalnih tekočih voda na otoku ni. Izviri pitne vode so le pri Novalji in mestu Pagu. V nekaterih dolinah (Novaljska, Kolanska, Povljanska Vlašićka dolina) gojijo vinsko trto in sadje.

## Podnebje
Noben večji hrvaški otok ni izpostavljen tako silovitim udarom burje kot Pag. Veter, ki piha čez Velebitski kanal, nosi s seboj slano meglico, ki pada na pašnike in tako orošena trava je odlična hrana ovcam. Od tod izvirajo znani paški prehrambeni izdelki, kot so: paški sir, paški pršut in paška jagnetina.

## Naselja
Največje naselje na otoku je istoimenski Pag; večji naselja sta še Novalja in Lun. Ostala manjša naselja in zaselki so Caska, Jakišnica, Kolan, Košljun, Metajna, Miškovići, Dinjaška, Povljana, Potočnica, Vlašići, Smokvica, Stara Novalja, Tovarnele in Kustići.

## Prebivalstvo
Na otoku stalno živi 9.059 prebivalcev (popis 2011).

## Zgodovina
V prazgodovini so otok naseljevali Liburni, kar med drugim dokazujejo ostanki gradenj (trdnjave in nekropole) pri naseljih Kolan, Novalja in drugje.
Najpozneje v 1. stoletju so otok naselili Rimljani, ki so pričeli na različnih krajih na otoku postavljati obrambne objekte. Ti so služili za obrambo pred Iliri. Zgradili so večje obrambne objekte v Cissi ( današnji Caski), Novalii (Novalji), in manjših objektov v Košljunu, na rtu Zaglav in drugod; postavili so tudi več večjih in manjših neutrjenih naselij. 
V srednjem veku je otok izmenoma pripadal Rabu in Zadru, od leta 1409 do 1797 so bili njegovi lastniki Benečani, nato pa je doživel usodo drugih dalmatinskih otokov in postal del avstrijskega cesarstva.